# خط طول 6° غرب
خط طول 6° غرب هو أحد خطوط الطول الجغرافية، والتي تمتد من القطب الشمالي الجغرافي إلى القطب الجنوبي الجغرافي، وحسب التحويل الزمني يتأخر خط طول 6° غرب عن خط غرينتش بـ24 دقيقة.

## من القطب إلى القطب
ينطلق خط طول 6° غرب من القطب الشمالي نحو القطب الجنوبي مرورا بالمناطق التي ترد في الجدول التالي:
| الإحداثيات                       | البلد أو الإقليم أو البحر | ملاحظات |
| -------------------------------- | ------------------------- | --- |
| 90°0′N 6°0′W / 90.000°N 6.000°W  | المحيط المتجمد الشمالي    | |
| 81°58′N 6°0′W / 81.967°N 6.000°W | المحيط الأطلسي            | Passing just east of the island of Fugloy, جزر فارو (at 62°20′N 6°15′W / 62.333°N 6.250°W) · Passing just east of the island of Svínoy, جزر فارو (at 62°17′N 6°17′W / 62.283°N 6.283°W) · Passing just west of the island of North Rona, اسكتلندا, المملكة المتحدة (at 59°7′N 5°50′W / 59.117°N 5.833°W) · Passing just east of the island of Sula Sgeir, اسكتلندا, المملكة المتحدة (at 59°6′N 6°9′W / 59.100°N 6.150°W) |
| 58°32′N 6°0′W / 58.533°N 6.000°W | مضيق منتش                 | Passing just east of the isle of جزيرة لويس, اسكتلندا, المملكة المتحدة (at 58°15′N 6°8′W / 58.250°N 6.133°W) |
| 57°33′N 6°0′W / 57.550°N 6.000°W | المملكة المتحدة           | اسكتلندا — islands of South Rona, Raasay, Scalpay, جزيرة سكاي |
| 57°1′N 6°0′W / 57.017°N 6.000°W  | المحيط الأطلسي            | بحر الهبرديس |
| 56°46′N 6°0′W / 56.767°N 6.000°W | المملكة المتحدة           | اسكتلندا — peninsulas of Ardnamurchan and Morvern, and the Isle of Mull |
| 56°19′N 6°0′W / 56.317°N 6.000°W | المحيط الأطلسي            | خط لورن البحري |
| 55°59′N 6°0′W / 55.983°N 6.000°W | المملكة المتحدة           | اسكتلندا — island of Jura |
| 55°48′N 6°0′W / 55.800°N 6.000°W | المحيط الأطلسي            | Sound of Jura — passing just east of the island of Islay, اسكتلندا, المملكة المتحدة (at 55°41′N 6°2′W / 55.683°N 6.033°W) · North Channel — passing just east of جزيرة راثلين, أيرلندا الشمالية, المملكة المتحدة (at 55°18′N 6°10′W / 55.300°N 6.167°W) |
| 55°3′N 6°0′W / 55.050°N 6.000°W  | المملكة المتحدة           | أيرلندا الشمالية — passing just west of بلفاست (at 54°36′N 5°56′W / 54.600°N 5.933°W) |
| 54°3′N 6°0′W / 54.050°N 6.000°W  | البحر الأيرلندي           | Passing just east of Lambay Island, أيرلندا (at 53°29′N 6°0′W / 53.483°N 6.000°W) · Passing just east of Howth Head, أيرلندا (at 53°23′N 6°3′W / 53.383°N 6.050°W near دبلن) · Passing just east of Wicklow Head, أيرلندا (at 52°58′N 6°0′W / 52.967°N 6.000°W) |
| 51°56′N 6°0′W / 51.933°N 6.000°W | المحيط الأطلسي            | البحر الكلتي — passing just west of لاندز إند, إنجلترا, المملكة المتحدة (at 50°4′N 5°43′W / 50.067°N 5.717°W) · — passing just east of the جزر سيلي, إنجلترا, المملكة المتحدة (at 49°57′N 6°16′W / 49.950°N 6.267°W) · through an unnamed part of the ocean — from 46°42′N 6°0′W / 46.700°N 6.000°W · and into the خليج غاسكونيا — from 45°59′N 6°0′W / 45.983°N 6.000°W                                                 |
| 43°35′N 6°0′W / 43.583°N 6.000°W | إسبانيا                   | |
| 36°11′N 6°0′W / 36.183°N 6.000°W | المحيط الأطلسي            | |
| 35°34′N 6°0′W / 35.567°N 6.000°W | المغرب                    | |
| 29°45′N 6°0′W / 29.750°N 6.000°W | الجزائر                   | |
| 25°44′N 6°0′W / 25.733°N 6.000°W | موريتانيا                 | |
| 25°0′N 6°0′W / 25.000°N 6.000°W  | مالي                      | |
| 20°5′N 6°0′W / 20.083°N 6.000°W  | موريتانيا                 | |
| 15°30′N 6°0′W / 15.500°N 6.000°W | مالي                      | |
| 10°13′N 6°0′W / 10.217°N 6.000°W | ساحل العاج                | |
| 4°58′N 6°0′W / 4.967°N 6.000°W   | المحيط الأطلسي            | Passing just west of the island of سانت هيلين (at 15°59′S 5°47′W / 15.983°S 5.783°W) |
| 60°0′S 6°0′W / 60.000°S 6.000°W  | المحيط الجنوبي            | |
| 70°24′S 6°0′W / 70.400°S 6.000°W | القارة القطبية الجنوبية   | أرض الملكة مود, المطالب الإقليمية بالقارة القطبية الجنوبية by النرويج |